# Corridors of Power
Albums de Gary Moore
Back on the Streets
(1978) Victims of the Future
(1983)
Singles
1. Always Gonna Love You
Sortie : septembre 1982
2. Falling in Love with You
Sortie : 1982
3. End of the World (USA)
Sortie : 1982

Corridors of Power est le deuxième album du guitariste / chanteur irlandais Gary Moore. Il est sorti en septembre 1982 sur le label Virgin Records et a été produit par Jeff Glixman.

## Historique
Après l'enregistrement en 1981 de l'album Dirty Fingers, Gary Moore rejoint Greg Lake pour l'enregistrement de son album solo et part en tournée avec lui. En 1982, Gary décide de reprendre sa carrière solo et est rejoint par Ian Paice (batterie) et Neil Murray (basse) qui viennent de quitter Whitesnake et Tommy Eyre avec qui Gary a enregistré l'album de Greg Lake.
Les musiciens enregistrent plusieurs démos aux AIR studios de Londres avant l'enregistrement définitive qui se déroula aux Studios Townhouse en mars, avril et mai 1982. Gary décide de chanter lui-même ses compositions et à l'exception de Wishing Well, une reprise de Free et Rockin' Every Night (coécrit avec Ian Paice) écrit tous les titres de l'album. Néanmoins, il partagera le chant avec Jack Bruce (ex - Cream) sur End of the World. L'album est un mix entre un hard rock puissant (End of the World, Rockin' Every Night...) et des ballades rock (Gonna Break my Heart Again, Falling in Love with You...).
Les 25 000 premiers exemplaires de l'album comprennent un single bonus de trois titres enregistrés le 26 août 1982 au Marquee Club de Londres.
Cet album se classa à la 30e place des charts britanniques et, le 4 juin 1983, à la 149e place du billboard 200 aux États-Unis.
Le groupe composé de Gary Moore, Neil Murray, Ian Paice, de Don Airey et du chanteur américain Charlie Huhn partira en tournée mondiale dès l'été 1982. Charlie Huhn sera remplacé dès la fin août 1982 par le gallois John Sloman (ex-Uriah Heep), il partagera le chant principal avec Gary.

## Liste des titres
Face 1
| No | Titre                          | Auteur                                      | Durée |
| -- | ------------------------------ | ------------------------------------------- | ----- |
| 1. | Don't Take Me for a Loser      | Gary Moore                                  | 4:15  |
| 2. | Always Gonna Love You          | Moore                                       | 3:55  |
| 3. | Wishing Well (reprise de Free) | Rodgers, Kirke, Yamauchi, Bundrick, Kossoff | 4:06  |
| 4. | Gonna Break My Heart Again     | Moore                                       | 3:17  |
| 5. | Falling in Love with You       | Moore                                       | 4:51  |

Face 2
| No | Titre                       | Auteur           | Durée |
| -- | --------------------------- | ---------------- | ----- |
| 6. | End of the World            | Moore            | 6:53  |
| 7. | Rockin' Every Night         | Moore, Ian Paice | 2:47  |
| 8. | Cold Hearted                | Moore            | 5:11  |
| 9. | I Can't Wait Until Tomorrow | Moore            | 7:48  |

Titres bonus réédition 2003
| No  | Titre                                                  | Auteur | Durée |
| --- | ------------------------------------------------------ | ------ | ----- |
| 10. | Falling in love with You (remix)                       | Moore  | 4:10  |
| 11. | Falling in love with You (remix version instrumentale) | Moore  | 4:24  |
| 12. | Love Can Make a Fool of You                            | Moore  | 4:06  |

## Musiciens
- Gary Moore: chant, guitares
- Ian Paice: batterie, percussions sauf sur End of the World
- Neil Murray: basse sauf sur Falling in Love with You
- Tommy Eyre: claviers

musiciens additionnels
- Jack Bruce: chant additionnel sur End of the World
- Mo Foster: basse Falling in Love with You
- Bobby Chouinard: batterie, percussions sur End of the World

## Charts
| Pays        | Durée du classement | Meilleur classement | Date            |
| ----------- | ------------------- | ------------------- | --------------- |
| États-Unis  | 13 semaines         | 149e                | 4 juin 1983     |
| Royaume-Uni | 6 semaines          | 30e                 | 23 octobre 1982 |

Charts singles
| Single                    | Chart                  | Durée du classement | Position | Date        |
| ------------------------- | ---------------------- | ------------------- | -------- | ----------- |
| Don't Take Me for a Loser | Mainstream Rock Tracks | 2 semaines          | 31e      | 28 mai 1983 |